# Ащибулак
Ащибулак (каз. Ащыбұлақ, до 1992 г. — Анатольевка) — село в Енбекшиказахском районе Алматинской области Казахстана. Входит в состав Казахстанского сельского округа. Код КАТО — 194051200.

## История
Село Анатольевское основано в 1911 г в урочище Ащи-Бутак. В 1913 г. в нём насчитывалось 114 дворов, имелся молитвенный дом. Село входило в состав Маловодненской волости Зайцевского участка Верненского уезда Семиреченской области. В 1992 г. переименовано в Ащибулак.

## Население
В 1999 году население села составляло 2445 человек (1200 мужчин и 1245 женщин). По данным переписи 2009 года, в селе проживало 2768 человек (1384 мужчины и 1384 женщины).